# Učiteljice
Učiteljice je hrvatski ženski tercetni sastav. Čine ga Andrea Paškvan (glavni vokal), Silvia Ivić (tambura i prateći vokal) i slovenska izvođačica Ana Vurcer (violina i prateći vokal).
Učiteljice su nastale kao posljedica za novi ženski band velikih regionalnih producenata i tekstopisaca Dušana Bačića i Bojana Dragojevića, koji su i osnovali Učiteljice. 
Već samim početkom, 2014. godine uspjele su da za veoma kratko vrijeme skrenu pozornost na sebe te su u vrlo kratkom roku postale zapažene kao obećavajući ženski band obarajući rekorde slušanosti na hrvatskim radio-postajama i gledanosti na YouTubeu. Prvim dvjema pjesmama (koje su i ujedno dueti) "Nema Natrag" (s Jasminom Stavrosom) i "Noći U Brazilu" (s Nedom Ukraden) postižu velike uspjehe i obraćaju veliku medijsku pažnju, kako na TV-u, radiju tako i na YouTubeu.
U veljači 2019. godine bandu se priključuje članica, Andrea Paškvan, zbog prinove koju očekuje Matea Tisaj te njezine nemogućnosti da nastupa zajedno s bandom. Prije ponude za novu članicu, Andrea je bila urednica informativnog radijskog programa u Zadru te pjevačica koja je nastupala sa svojim bandom pod nazivom 'Forum'.

## Diskografija

### Singlovi/Dueti
Članovi: Matea Tisaj (od 2019. zamijenjena Andreom Paškvan), Silvia Ivić, Ana Vurcer
(2014.)
- Nema Natrag (feat. Jasmin Stavros)
- Noći U Brazilu (feat. Neda Ukraden)
- Nisam Ja Tvoja Učiteljica
- Generale (feat. Severina)

(2015.)
- Luda Kuća
- Šok

(2016.)
- Dunav
- Ako Mi Se Ne Spava (feat. Tarapana Band)
- Karamela
- Na Stanu

(2017.)
- Tako Se To Radi (feat. DJ Mateo)
- Na Prstima
- Šlag

(2018.)
- Kapetane Hvala
- Na Usnama

(2019.)
- Promil Šanse Za Spas (& Tarapana Band)
- Gdje Je Dom

(2020.)
- Proći Će I To
- Apsolutno

(2021.)
- Samo je Sava znala da sam prava
- Trava

(2022.)
- Bura & Tsunami

(2023.)
- Usne ko grožđe

- Vjetar u jedra

(2024.)
● Hitno (CMC Festival 2024.)

### Albumi
- Luda Kuća (2017.)